# 오퀴페테
오퀴페테(Ocypete, 고대 그리스어: Ὠκυπέτη는 '빠른 날개'를 의미)는 그리스 신화에 나오는 세 하르피이아 중 하나였다. 하르피이아는 바다의 신 타우마스(Thaumas)와 오케아니스 엘렉트라(Oceanid Electra)의 딸들이다. 하르피이아 자매는 아엘로(Podarge)와 켈라에노였으며, 언급된 다른 형제는 이리스, 그리고 아르케와 히다스페스였다. 다른 설명에 따르면 하피는 이 괴물들의 아버지인 티폰(Typhoeus), 폰토스 (신화)(바다)와 가이아(지구), 바다의 신 포세이돈의 자손으로 불렸다.

## 신화
한 이야기에 따르면 하르피이아는 보레스에 의해 쫓겨났다. 셋 중 가장 빠른 오퀴페테는 지쳐서 바다 한가운데 있는 섬에 착륙하여 신들에게 자비를 구했다. 그리스와 로마 신화에서 하르피이아는 범죄에 대한 처벌을 수행하기 위해 더 높은 신들이 거느렸던 생물이었다.